# AGM-28 Hound Dog
AGM-28 Hound Dog („Hound Dog“, в превод от английски – Хрътка) е авиационна, стратегическа крилата ракета, призводство на американската компания – North American.
Процеса на изработка на ракетата започва през 1956 година, като тогава прототипа носи индекса „GAM-77 Hound Dog“. В процеса на експлоатация на ракетата е присвоен индекс „AGM-28A“.
Първия образец е пуснат на 23 април 1959 година, а първите серийно произведени ракети влизат на въоръжение на 21 декември 1959 година. Произведени са 593 ракети, снабдени с турбореактивен двигател „Pratt & Whitney J-52“, без форсажна камера.
Системата за насочване на ракетата е инерциална с астрокорекции.
Пренасяна е от бомбардировача-ракетоносец B-52, който на пилони, подвесени на крилата, може да носи до 4 ракети (по две от страна).
Въпреки високата скорост и височина на полета на ракетата „AGM-28 Hound Dog“, основен неин недостатък е уязвимостта ѝ от съветските зенитно-ракетни комплекси С-25 и С-75.